# Ferrovia Marmifera Privata di Carrara
La ferrovia Marmifera Privata di Carrara era una ferrovia industriale a scartamento normale, adibita al trasporto del marmo dalle cave del comune di Carrara alle segherie e al Porto di Carrara. Operò dal 1876 al 1964, quando fu chiusa a seguito della decisione del comune di Carrara di trasformare la società da ferroviaria ad automobilistica per il trasporto del marmo su camion.

## Storia
| Tratto                                 | Attivazione       | Attivazione |
| -------------------------------------- | ----------------- | ----------- |
| Marina-Avenza                          | 10 settembre 1876 | [ 1 ] [ 2 ] |
| San Martino-Miseglia Inferiore-Canalie | 10 settembre 1876 | [ 1 ] [ 2 ] |
| Miseglia Inferiore-Torano-Piastra      | 10 settembre 1876 | [ 1 ] [ 2 ] |
| Torano-Tarnone-Ravaccione / Colonnata  | 15 maggio 1890    | [ 3 ] [ 4 ] |
| Colonnata-Gioia                        | 15 maggio 1890    | [ 3 ] [ 4 ] |
| Avenza-Fiorino                         | 1916              | [ 5 ]       |
| Manuale                                |                   |             |

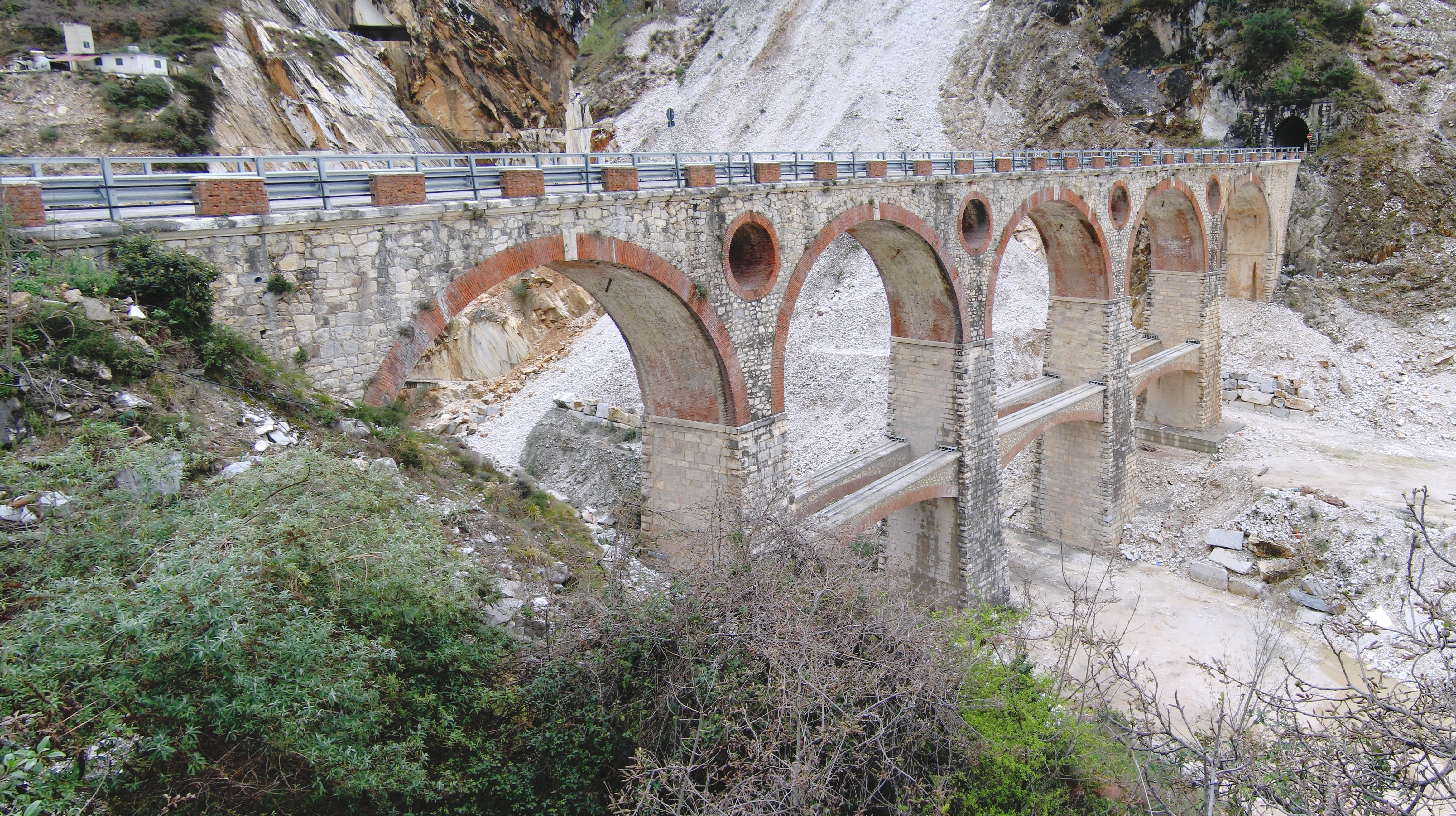
Viadotto ferroviario dismesso di Vara

La ferrovia Marmifera nacque a partire dall'iniziativa di una società a capitale privato formata dal cavaliere fiorentino Giuseppe Troyse-Barba, dal segretario comunale di Carrara Giuseppe Fossati e dall'ingegnere del Comune di Carrara che nel 1866 ricevettero la concessione per la costruzione. Dopo la morte di Troyse-Barba e la cessione di varie quote di capitale si arrivò al 29 maggio 1874 alla fondazione della vera e propria Società della Ferrovia Marmifera Privata di Carrara, con un capitale iniziale di 4 milioni di lire.
Il primo progetto esecutivo per la costruzione della ferrovia fu elaborato nel 1869 dagli ingegneri Pietro Ganzoni e Carlo Willy e portò alla realizzazione dei primi due tronchi della ferrovia (22 km in totale) che furono inaugurati il 10 settembre del 1876. Questi due tronchi collegavano il porto di Marina di Carrara alle pendici dei bacini di escavazione (il capolinea era ubicato nella zona chiamata "Piastra" nel bacino di Torano-Ravaccione) e nella zona tra Carrara e Avenza (fra le stazioni di Avenza e di San Martino) si raccordavano alla preesistente ferrovia Avenza-Carrara, lunga circa 4,5 km, gestita dalle SFAI. Il tronco da Avenza a Marina si raccordava al preesistente pontile caricatore costruito da William Walton nel 1855 e che rimase attivo per circa 70 anni.
Un successivo ampliamento verso il cuore dei bacini marmiferi fu proposto nel 1885 da parte degli ingegneri Sartorio e Leoni. I lavori iniziarono nel 1887 e il nuovo ramo venne inaugurato il 15 maggio del 1890. Con questo ampliamento la ferrovia riuscì ad accelerare notevolmente i tempi di spostamento dei marmi verso il mare e rappresentò la prima alternativa meccanizzata agli antichi metodi di movimentazione dei blocchi, che storicamente venivano trasportati con carri trainati da buoi.
La ferrovia si affermò rapidamente ottenendo quote sempre maggiori di mercato nel trasporto del marmo. A parte una breve flessione indotta dalle requisizioni di mezzi durante la prima guerra mondiale, la ferrovia Marmifera continuò a espandere il proprio fatturato fino al 1926, quando gli effetti della crisi economica del settore del 1927 e poi la crisi americana del 1929 contrassero considerevolmente il mercato del marmo.

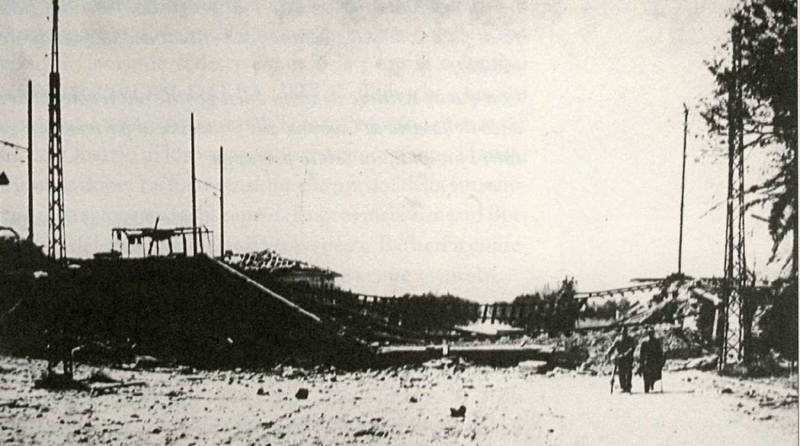
I ponti d'Anderlino, a due arcate, abbattuti nel 1945

Come segnalato da una guida del Touring Club Italiano edizione 1916, era possibile per chi volesse visitare le cave, inoltrare una richiesta alla Società al fine che questa attaccasse al convoglio una vettura capace fino a 25 posti per consentire la visita. La visita era gratuita e veniva sollecitata dalla stessa guida la mancia a favore e beneficio dei ferrovieri.
Il massimo periodo di attività venne raggiunto nel 1926, con circa 500000 t di marmo trasportato all'anno su 33 km totali di percorso tra linea e raccordi.
Con la seconda guerra mondiale la linea subì pesanti danni a causa dei bombardamenti e dei sabotaggi, portando la Società Marmifera prossima al fallimento. Nel 1945 il ponte di Anderlino sulla tratta Avenza-Carrara subì un bombardamento e questo causò l'interruzione della linea. Fu seriamente danneggiato anche il Ponte del Boccalone nel cuore della città. In seguito i ponti furono ricostruiti.
Nel dopoguerra i tracciati principali tornarono operativi, ma la concorrenza sempre più forte costituita dal trasporto su gomma e l'assenza di investimenti decretò l'obsolescenza dell'intero sistema ferroviario, che venne definitivamente chiuso e smantellato a partire dal 15 maggio 1964.
Negli anni 2000 si è più volte pensato di riqualificare il percorso della ferrovia, ad esempio di realizzare una ferrovia metropolitana e una ciclovia sull'ex tracciato Carrara-Avenza - Carrara-San Martino che però non ha mai fatto parte della Ferrovia Marmifera Privata di Carrara in quanto realizzato precedentemente e di proprietà dalle Ferrovie dello Stato (precedentemente di Strade Ferrate dell'Alta Italia e poi di Società Italiane per le Strade Ferrate del Mediterraneo). Tuttavia esse non furono mai realizzate.
Il disegno stilizzato del viadotto di Vara barrato da una X rossa divenne, nel 2020, uno dei simboli del movimento No Cav.

## Caratteristiche
| Unknown route-map component "exnENDEa" |

|  | Unknown route-map component "exnENDEe" | Unknown route-map component "exKDSTa" |

|  |  |  | Unknown route-map component "exKRWgl" | Unknown route-map component "exKRW+r" |

|  |  |  | Unknown route-map component "extSTRa" | Unknown route-map component "exKBSTe" |

|  |  |  | Unknown route-map component "extSTRe" |

|  | Unknown route-map component "exCONTgq" | Unknown route-map component "exABZgr+r" + Unknown route-map component "exlINT" |

| 1+271 |
| 0+000 |

|  |  | Unknown route-map component "exTUNNEL1" |

|  | Unknown route-map component "exENDEa" | Unknown route-map component "exhSTRae" |

|  | Unknown route-map component "exKRWg+l" | Unknown route-map component "exKRWr" |

| X+XXX |
| 0+000 |

| Unknown route-map component "exhSTRae" |

| Unknown route-map component "extSTRa@g" |

|  | Unknown route-map component "extSTR" | Unknown route-map component "exKDSTa" |

|  | Unknown route-map component "extSTRe" | Unknown route-map component "exSTR" |

|  | Unknown route-map component "exDST" | Unknown route-map component "exSTR" |

|  | Unknown route-map component "exTUNNEL1" | Unknown route-map component "exDST" |

| 7+270 |
| 0+000 |

| Unknown route-map component "exKDSTaq" | Unknown route-map component "exTUNNEL1q" | Unknown route-map component "exABZqlr" + Unknown route-map component "exlINT" | Unknown route-map component "exABZgr" |  |

|  |  | Unknown route-map component "exSKRZ-G2o" |

|  |  | Unknown route-map component "exhSTRae" |

|  |  | Unknown route-map component "exDST" |

|  | Unknown route-map component "exKINTa" | Unknown route-map component "exSTR" |

|  | Unknown route-map component "exhKRZWae" | Unknown route-map component "exSTR" |

|  | Unknown route-map component "exBHF" + Unknown route-map component "exSTRc2" | Unknown route-map component "exSTR3" |

| 9+900   |
| (4+355) |

|  | Unknown route-map component "exABZg+1" | Unknown route-map component "exSTRc4" |

| Unknown route-map component "exLKRW+l" | Unknown route-map component "exKRWgr" |  |

| Unknown route-map component "exLSTR" | Unknown route-map component "exKDSTe" |  |

| Unknown route-map component "exLSTR" | Unknown route-map component "exKINTa" |  |

| Unknown route-map component "exLSTR" | Unknown route-map component "xABZg+l" | Unknown route-map component "CONTfq" |

| Unknown route-map component "exLSTR" | Unknown route-map component "HSTeBHF" |  |

| 14+255 |
| 0+000  |

| Unknown route-map component "exLSTR" | Unknown route-map component "xKRWgl" | Unknown route-map component "KRW+r" |

|  | Unknown route-map component "uexlCONTg@Fq" + Unknown route-map component "exLSTR" | Unknown route-map component "exmKRZ" | Unknown route-map component "emKRZo" | Unknown route-map component "uexCONTfq" |

| Unknown route-map component "exLSTRl" | Unknown route-map component "exKRZu" | Unknown route-map component "eABZgr" |

| Unknown route-map component "CONTgq" | Unknown route-map component "xKRZu" | One way rightward |

|  | Unknown route-map component "exKRWgl" | Unknown route-map component "exKRW+r" |

|  | Unknown route-map component "exSTR" | Unknown route-map component "xKINTe" |

| Unknown route-map component "exSKRZ-Au" |

| Unknown route-map component "exDST" |

|  | Unknown route-map component "exABZgl" | Unknown route-map component "exCONTfq" |

| Unknown route-map component "exTRAJEKT" |

|  |  | Unknown route-map component "exnENDEa" |

|  | Unknown route-map component "exKDSTa" | Unknown route-map component "exnENDEe" |

| Unknown route-map component "extSTRa" |

| Unknown route-map component "extSTRe" |

| Unknown route-map component "exDST" |

| Unknown route-map component "extSTRa" |

| Unknown route-map component "extSTRe" |

| Unknown route-map component "exCONTf" |

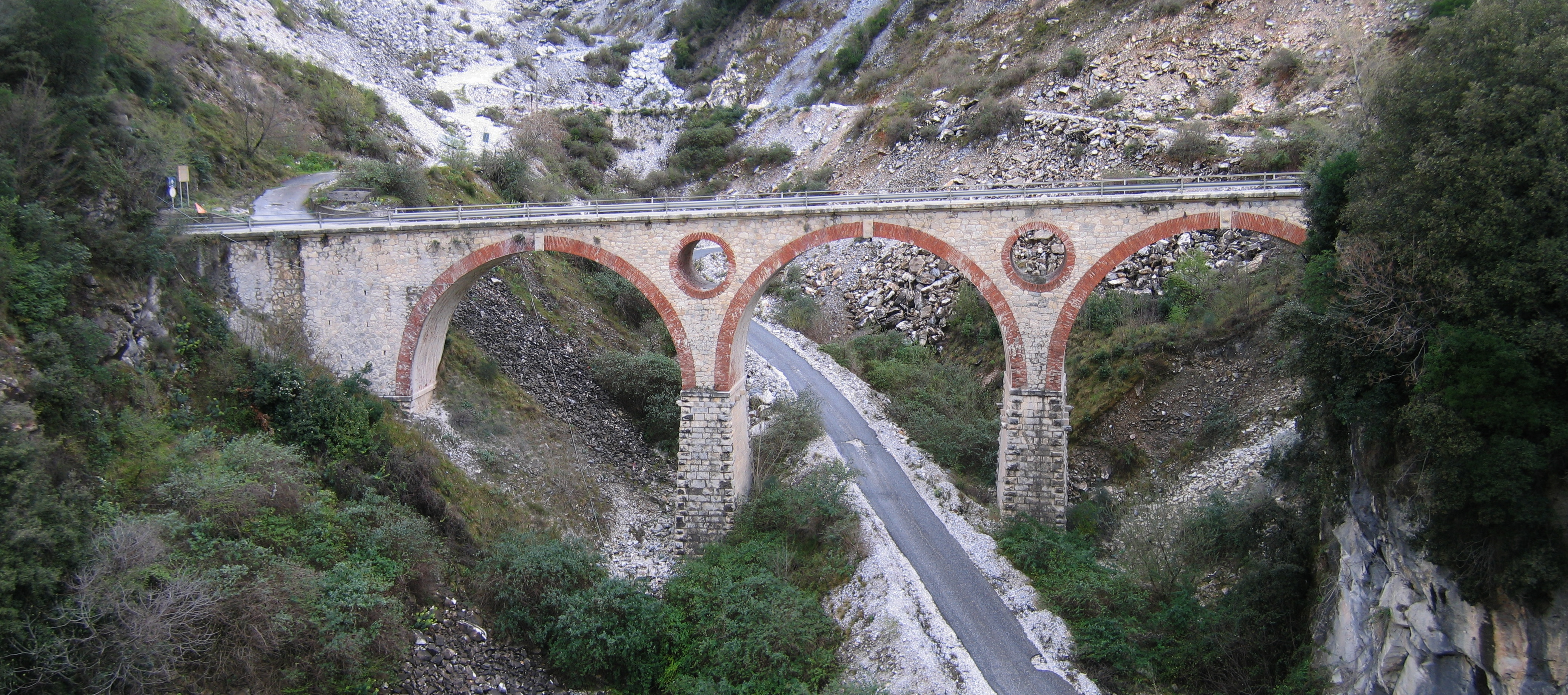
Viadotto in salita

La ferrovia venne esercita con trazione a vapore. Il percorso partendo dal basso scavalcava la ferrovia Tirrenica e, sempre in salita, raggiungeva la sua quota massima in località Ravaccione, a 445 m s.l.m., affrontando una pendenza massima del 60 per mille. Arrivava fino al 70 per mille sui binari di salvamento di Miseglia Superiore e Tarnone.
Vennero utilizzate inizialmente locomotive a vapore costruite in Germania dagli stabilimenti di Krauss, Henschel e Hanomag; successivamente vennero sostituite da modelli fabbricati dagli stabilimenti Ansaldo e Breda.

### Percorso
Lungo tutto il percorso si contavano 17 impianti tra stazioni e piazzali di caricamento (Avenza, Fiorino, Peghini, Carrara San Martino, Carrara Monterosso, Miseglia Inferiore-Superiore, Torano, Piastra, Betogli, Tarnone, Fantiscritti, Ravaccione, Colonnata, Gioia, Marina di Carrara e Covetta).
Il tratto di prolungamento verso il molo caricatore di Marina di Carrara, raccordata con il piazzale est della stazione di Carrara-Avenza, nel percorrere via Piombara intersecava a raso il binario della tranvia elettrica Carrara-Marina, per poi proseguire parallela ad essa con un percorso più ad ovest rispetto all'asse del viale XX Settembre su cui correva la tranvia. Vi era inoltre anche un collegamento con il sistema di raccordi industriali localizzato all'interno della stazione di Marina di Carrara.
Molte delle opere di ingegneria civile che furono realizzate per la costruzione della ferrovia sono ancora esistenti; alcune di esse sono adibite alla circolazione stradale. Tra esse si ricordano la galleria tra Fantiscritti e Ravaccione, i ponti di Vara, i ponti in ferro di Vezzala e Ravaccione, i viadotti di Miseglia.
Nei pressi dei ponti della Genova-Pisa e Avenza-Carrara, vicino alla prima rotatoria verso Marina, è presente anche un piccolo tratto non recuperato ormai senza sedime e armamento. Tutto il resto del tracciato Avenza-Marina di Carrara è stato convertito in percorso stradale.

## Traffico

Locomotore Ranzi in manovra nel piazzale interno di Carrara San Martino

Il traffico che caratterizzò la ferrovia è stato prevalentemente di tipo merci per il trasporto dei marmi dalle cave fino alla stazione di Avenza e quindi fino al Porto di Marina di Carrara.
Per un certo periodo si è anche operato il servizio viaggiatori sul tratto Avenza-Marina, autorizzato con decreto prefettizio il 17 luglio 1891.

### Rapporti tra gestori
Essendo la linea direttamente connessa all'infrastruttura ferroviaria nazionale a Carrara San Martino e ad Avenza, FMC doveva inevitabilmente rapportarsi con le Ferrovie dello Stato, anche se i contatti tra le due amministrazioni erano maggiori a San Martino.
All'attivazione della linea nel 1876 si cercò di stabilire degli accordi con la Società per le Ferrovie dell'Alta Italia, allora gestore di entrambe le linee da Carrara e Genova-Pisa, ma senza concludere nulla. Alcuni anni dopo venne stipulata una convenzione circa lo scambio e la circolazione dei carri: a San Martino FMC prendeva in carico carri SFAI vuoti (o carichi di arena, provenienti da Viareggio) per portarli alle cave per poi restituirli sempre a San Martino.

## Materiale rotabile

### Materiale di trazione
Il materiale rotabile utilizzato sulla ferrovia erano varie locomotive a vapore gruppo 835 e gruppo 895 immatricolate "FMC N. (numero)" (dove FMC sta a Ferrovia Marmifera di Carrara, utilizzata anche dalla stessa società). Dalla fine degli anni cinquanta, in un tentativo di ammodernare la linea, vennero dapprima provate nell'estate 1959 una locomotiva Diesel di costruzione Ranzi Tipo RF 100 P / 0-2-0 ed una Badoni di Tipo VII tre assi (anche denominata dal costruttore Tipo VII XCB12). Alle prove seguì l'acquisto di tre locomotive del modello Badoni, ammesse sulla rete carrarese fra l'ottobre 1960 ed il marzo 1961 e numerate FMC.235.001-003, che operarono negli ultimi anni di attività della ferrovia.
Nel 1928 la FMC iniziò a utilizzare una locomotiva da manovra con motore a scoppio al servizio dei raccordi nel tratto di linea Avenza-Marina di Carrara. Le caratteristiche tecniche erano:
- 3 assi con bielle;
- sospensioni a balestra;
- due motori da 80 hp ciascuno di costruzione Austro-Daimler (di cui uno di riserva). L'avviamento si realizzava tramite un magnete o con manovella a mano;
- lunga 6,57 m tra i respingenti, larga 2,30 m e alta 3,70 m;
- massa 16 t;
- capacità di combustione 4000 l;
- 4 velocità di marcia in avanti (cosiddette economiche, rispettivamente 4, 7,3, 16 e 27,4 km/h), una indietro (4 km/h);
- 2 freni a mano ad azionamento separato: uno sull'asse del cambio di velocità e uno, con quattro ceppi, sulle ruote di un asse motore;
- prestazione massima 3800 kg;
- aderenza 2600 kg.

Nel 1935 una motrice a vapore della tranvia del Chianti venne donata a FMC, data la chiusura della linea tranviaria.
La locomotiva a vapore FMC nº 05, precedentemente 895.024 ambito FS, in uso sulla Marmifera, è conservata insieme a dei carri merci carichi di blocchi di marmo in un negozio di souvenir nei pressi del ponte in ferro subito dopo la stazione di Monterosso.

### Materiale rimorchiato
Sulla linea circolavano frequentemente, oltre ai carri propri di FMC, veicoli delle FS, nello specifico carri a due sale con passo fino a 4,50 m ed esclusi quelli con passo superiore a 3,65 m a causa dei raggi di curvatura proibitivi della linea. La stragrande maggioranza non era dotata del freno continuo ed era ordinaria la presenza dei frenatori.
I carri di proprietà FMC, del tipo ad alte sponde o pianali a due o tre assi e generalmente in numero limitato, avevano portata massima di 20 t.